# Gurkhowie

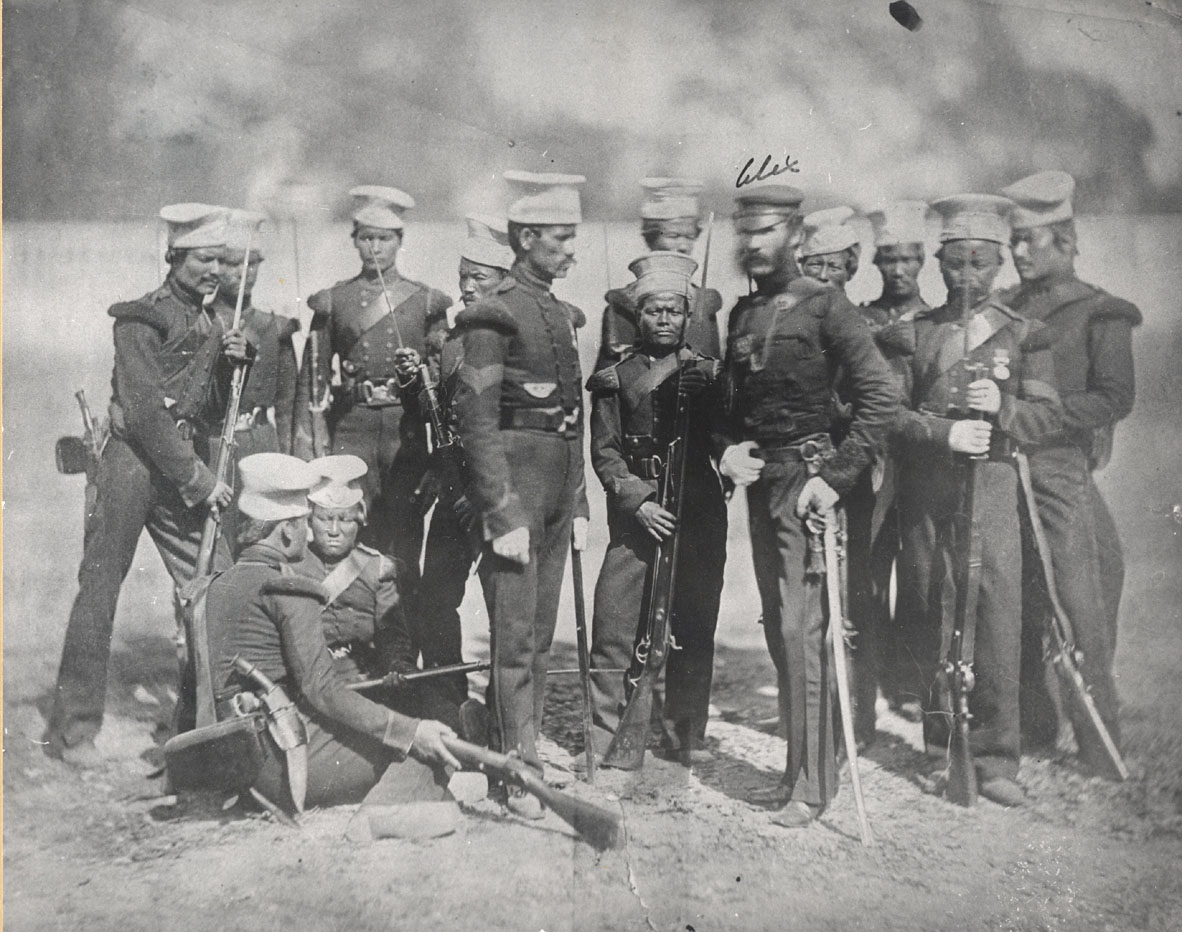
Gurkhowie – 1857

Gurkhowie (ang. Gurkha lub Gorkha; nepali गोर्खाली czyt. ɡorkʰali) – lud zamieszkujący Nepal, nazwany na cześć hinduskiego świętego i guru z VIII w. n.e. – Gorakhnatha. Jego uczeń Bappa Rawal założył dynastię Mewar. Potomkowie Rawala powędrowali na wschód i utworzyli odrębną gałąź rodu o nazwie Gorkha, która w drugiej połowie XVIII w. podbiła królestwo Nepalu. Gurkhowie zasłynęli głównie jako waleczni i odważni żołnierze najemni służący od 200 lat w szeregach brytyjskich wojsk kolonialnych (nieliczne oddziały pozostają w służbie brytyjskiej do dziś).

## Historia
Gurkhowie wywodzą swoje pochodzenie od północnoindyjskich radźputów i braminów, którzy weszli do Nepalu od zachodu. Legendarny Bappa Rawal – książę Kalbhoj jest uważany za pierwszego Gurkhę oraz za przodka dawnej rodziny królewskiej rządzącej tym górskim królestwem.
Według legendy Bappa Rawal podczas wyprawy myśliwskiej spotkał „świętego wojownika” w dżunglach Radżastanu. „Święty wojownik” – Guru Gorkhanath był pogrążony w głębokiej medytacji, a Rawal w tym czasie postanowił się o niego zatroszczyć. Guru wdzięczny za opiekę dał mu miecz kukri – sławny nóż z zakrzywionym ostrzem, który służy Gurkhom do dziś. Powiedział mu także że od tego czasu on i jego lud będzie nosił miano Gurkhów. Uczniowie Guru Gorkhanatha dzięki swojej odwadze stali się wkrótce bardzo podziwiani i spotykali się z wielkim uznaniem. Dalej legenda mówi, że Guru nakazał Rawalowi zatrzymać pochód islamu, którego wyznawcy w tym czasie najechali Afganistan (będący wówczas państwem buddyjsko-hinduskim). Bappa zabrał swoich wojowników – Gurkhów i wyzwolił Afganistan – który początkowo nosił nazwę Ghandhar (swoją nazwę wziął stąd obecny stan Kandahar). Dzięki tej akcji muzułmanie zostali zatrzymani a subkontynent indyjski w VIII w. mógł się cieszyć wolnością.
Niektóre opowieści mówią nawet, że Bappa (Kalbhoj) posunął się dalej i podbił Iran oraz Irak, pokonując tym samym wszystkich najeźdźców i wrogów swojej wiary zanim zaczął pędzić ascetyczne życie w odosobnieniu na szczycie góry Meru.
Nazwa Gurkhowie nie pochodzi natomiast od nazwy regionu w Nepalu – Gorkha, który został tak nazwany dopiero po tym jak Gurkhowie opanowali ten teren. Na początku XVI w. niektórzy z potomków Bappy Rawala poszli dalej na wschód i stworzyli małe państwo na obszarze obecnego Nepalu, które na cześć swojego świętego-patrona nazwali Gorkha.

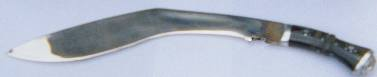
Nóż kukri – symbol Gurkhów

W roku 1769 podczas rządów Sri Panch – maharadży Dhiraj Prithvi Narayan Shahdev (1769–1775), dynastia Gorkha objęła pod swoim panowaniem praktycznie całe terytorium współczesnego Nepalu. Hinduizm stał się wtedy religią państwową, z silnymi wpływami radźputów i nauk Gorkhanatha.
W latach 1814–1816 Gurkhowie stoczyli zaciętą wojnę z armią Brytyjskiej Kompanii Wschodnioindyjskiej. Brytyjczycy byli pod wrażeniem tego bitnego ludu i po jego pokonaniu i utworzeniu w Nepalu protektoratu zaczęli tworzyć z Gurkhów najemne regimenty. Trzon armii nepalskiej, który tworzyli potomkowie arystokracji i indyjskich radźputów odmówił służby w tych oddziałach w roli prostych żołnierzy, dlatego też zaproponowano im stopnie oficerskie w brytyjsko-indyjskich siłach zbrojnych. Natomiast reszta Nepalczyków o pochodzeniu tybetańskim została zwykłymi szeregowcami. Jeden z oficerów gurkhijskich – gen. Narendra Bir Singh został nawet adiutantem Lorda Mountbattena, ostatniego wicekróla Indii. Po opuszczeniu Indii przez Brytyjczyków, Gurkhowie nadal zaciągali się do armii brytyjskiej. Według prawa międzynarodowego Gurkhowie nie są traktowani jako zwykli najemnicy, ale jako żołnierze, co wiąże się z pełnymi wynikającymi z tego faktu konsekwencjami – mianowicie w razie wzięcia do niewoli są oni traktowani jako jeńcy wojenni. Współcześnie Nepalczycy tworzą jedną brygadę w armii brytyjskiej. Ich liczba z początkowej 140 000 zmalała do ok. 3500.

## Żołnierze Kompanii Wschodnioindyjskiej

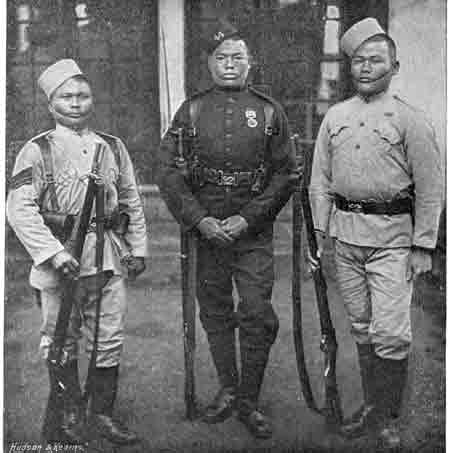
Gurkhowie – 1896

Gurkhowie wstępując na służbę wojsk kolonialnych zawierali umowy z Kompanią Wschodnioindyjską. Brali udział w następujących konfliktach: w wojnie z państwem Maratha (1817), w Burthbore (obecny Bharathpur) (1826), w pierwszej i drugiej wojnie z Sikhami w 1846 i 1848 r. W czasie powstania sipajów w 1857 r. Gurkhowie walczyli po stronie brytyjskiej i stali się integralną częścią armii brytyjsko-indyjskiej. Strzelcy Sirmoor – jedna z formacji gurkhijskich bronili siedziby wojsk brytyjskich w Delhi (tzw. Hindu Rao's house) przez ponad trzy miesiące, tracąc w czasie trwania tych walk 327 z 490 ludzi. Dwanaście nepalskich regimentów brało także udział w odsieczy Lucknow pod dowództwem Shri Teen – maharadży Maharany – Jung Bahadura.

## Armia brytyjsko-indyjska

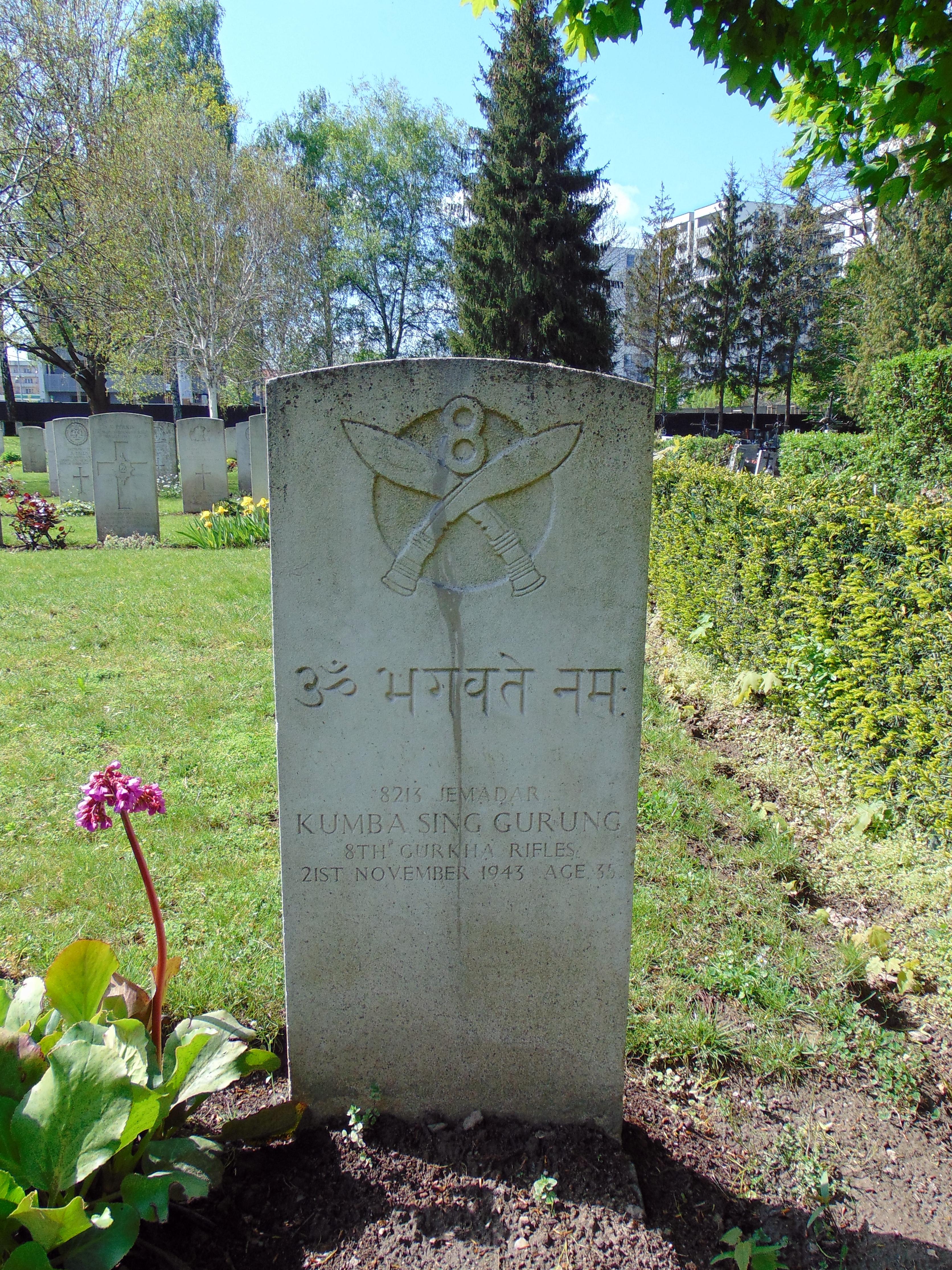
Grób żołnierza 8 Regimentu Gurkhijskiego (8TH Gurgha Rifles), Cmentarz wojskowy przy ul. Prandoty w Krakowie

Od stłumienia buntu sipajów do początku I wojny światowej regimenty gurkhijskie służyły m.in. w Birmie, Afganistanie na pograniczu obecnego Pakistanu, na Malcie (w czasie wojny rosyjsko-tureckiej (1877–1878), na Cyprze, na Malajach, w Chinach – podczas powstania bokserów (1900) i w Tybecie – podczas ekspedycji Younghusbanda (1903).
Około 100 tysięcy Gurkhów walczyło w czasie I wojny światowej. Brali oni udział m.in. w bitwach pod Loos, Givenchy, Neuve-Chapelle i Ypres; znaleźli się także w Mezopotamii, Iranie, Palestynie, gdzie walczyli z Turkami, brali także udział w bitwie pod Gallipoli. Mały oddział służył także z Lawrence’em w Arabii.
W czasie bitwy pod Loos Gurkhowie walczyli do ostatniego żołnierza i według słów dowódcy korpusu indyjskiego „znaleźli się w Walhalli”. Pod Gallipoli także odznaczyli się wielkim męstwem. Pod Sari Bair jako jedyni w całej kampanii osiągnęli i utrzymali szczyty, które umożliwiały panowanie nad cieśninami – będącymi głównym celem. Drugi batalion z 3 pułku strzelców brał udział w zdobyciu Bagdadu.
W latach międzywojennych Gurkhowie walczyli w trzeciej wojnie afgańskiej w 1919 r. i uczestniczyli w licznych starciach na pograniczu pakistańskim, głównie w Waziristanie.
W czasie II wojny światowej, król Nepalu zezwolił Brytyjczykom na sformowanie dodatkowych 20 batalionów gurkhijskich (co łącznie dawało 40 batalionów nepalskich w służbie Korony brytyjskiej) i możliwość odbywania przez nich służby gdziekolwiek na świecie. Oprócz utrzymywania porządku w Indiach Gurkhowie znaleźli się także w Syrii, północnej Afryce, Włoszech, Grecji, brali także udział w obronie Singapuru i w walkach o Birmę. 4 batalion z 10 regimentu gurkhijskiego był trzonem tzw. oddziałów chinditów, gdzie walczył m.in. w bitwie pod Imphalem.

### Stopnie oficerskie Gurkhów

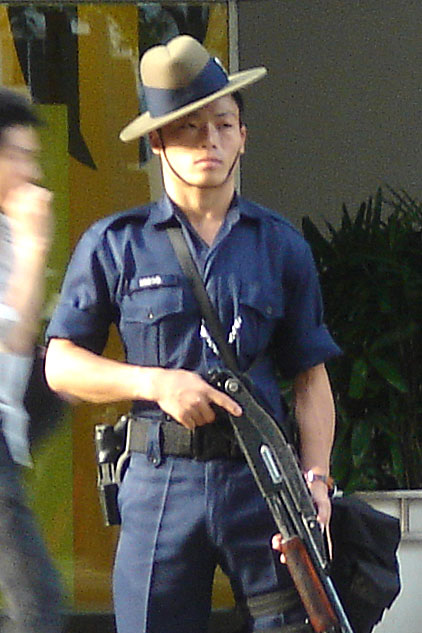
Policjant gurkhijski w Singapurze

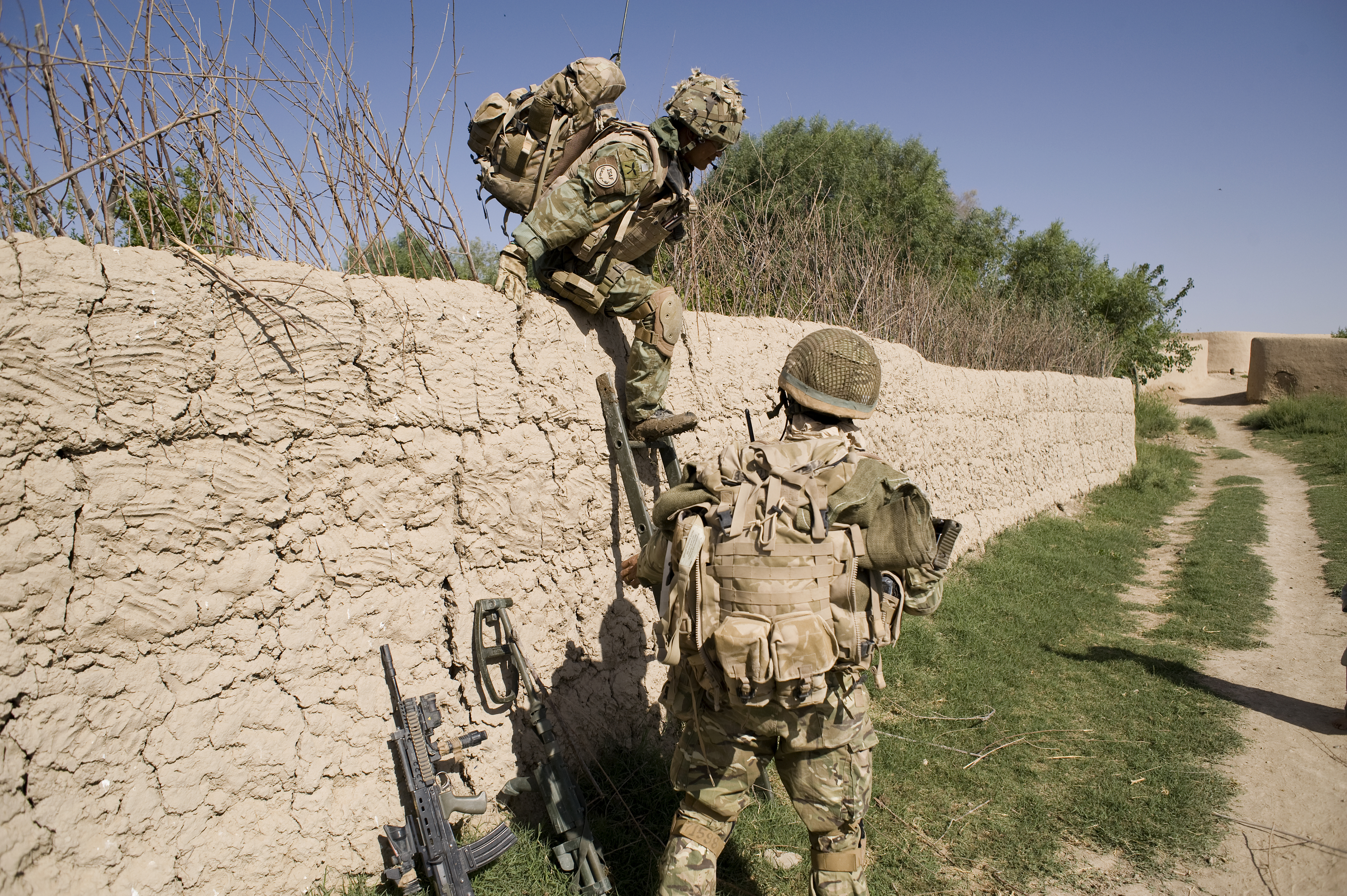
Żołnierze 1. Batalionu, Royal Gurkha Rifles na patrolu w Afganistanie w 2010

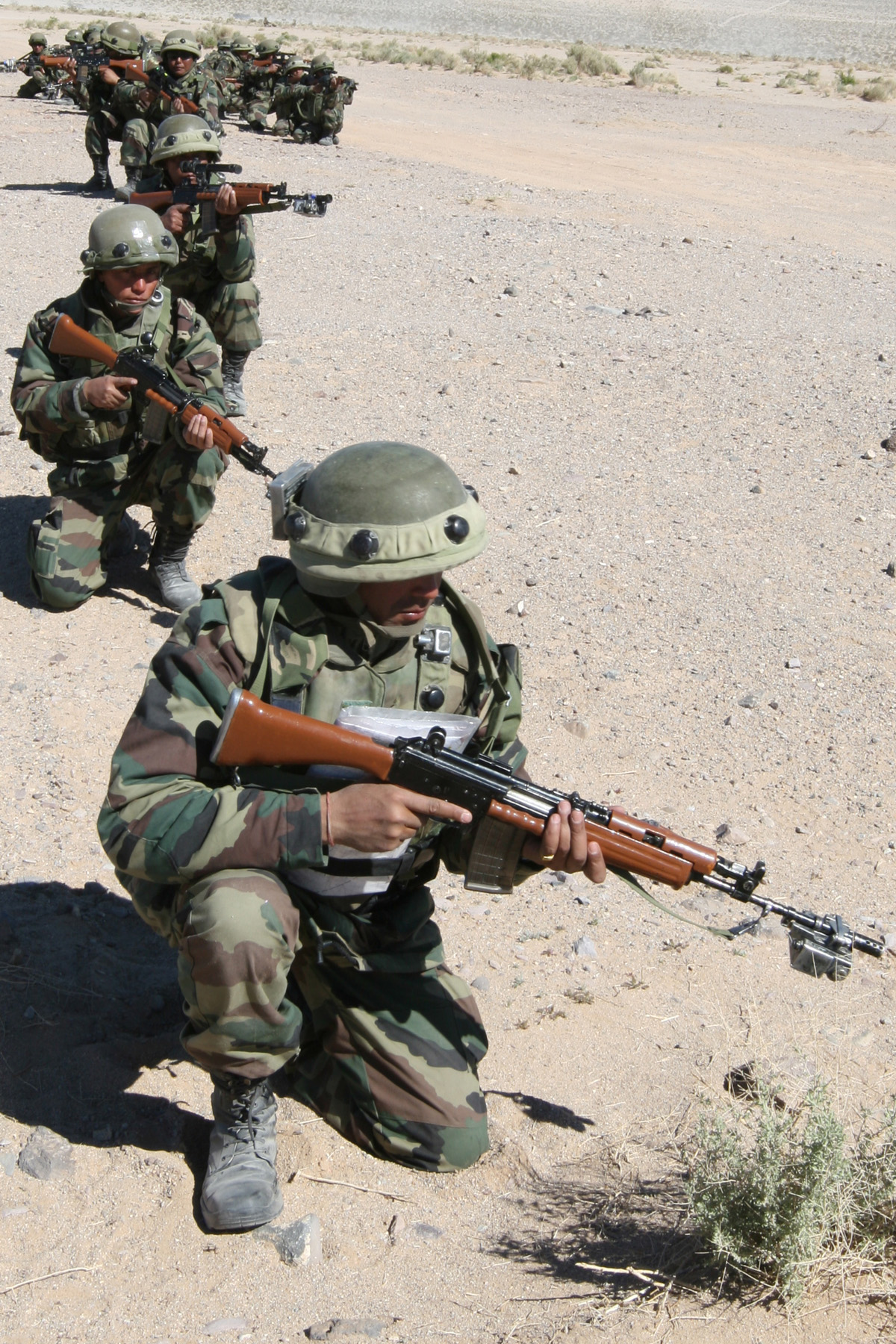
1. Batalion 1. Gurkha Rifles armii indyjskiej podczas ćwiczeń

Rangi oficerskie Gurkhów i odpowiadające im stopnie brytyjskie
- Subedar Major/ Major
- Subedar/ kapitan
- Jemadar (obecnie Naib Subedar)/ Porucznik
- Company Havildar Major/ Sierżant-Major
- Company Quartermaster Havildar/ Sierżant-Kwatermistrz
- Havildar/ Sierżant
- Naik/ Kapral
- Lance Naik/ Kapral-Lansjer
- Strzelec / Szeregowy

### Regimenty gurkhijskie w latach 1800–1946
- 1st King George V's Own Gurkha Rifles (The Malaun Regiment) (jednostka powstała w 1815, przeszła do armii indyjskiej w 1947)
- 2nd King Edward VII's Own Gurkha Rifles (The Sirmoor Rifles) (jednostka powstała w 1815, przeszła do armii brytyjskiej w 1948)
- 3rd Queen Alexandra's Own Gurkha Rifles (jednostka powstała w 1815, przeszła do armii indyjskiej w 1947)
- 4th Prince of Wales's Own Gurkha Rifles (jednostka powstała w 1857, przeszła do armii indyjskiej w 1947)
- 5th Royal Gurkha Rifles (Frontier Force) (jednostka powstała w 1858, przeszła do armii indyjskiej w 1947)
- 6th Gurkha Rifles, przemianowana na 6th Queen Elizabeth's Own Gurkha Rifles w 1959 (jednostka powstała w 1817, przeszła do armii brytyjskiej w 1948)
- 7th Gurkha Rifles, przemianowana na 7th Duke of Edinburgh's Own Gurkha Rifles w 1959 (jednostka powstała w 1902, przeszła do armii brytyjskiej w 1948)
- 8th Gurkha Rifles (jednostka powstała w 1824, przeszła do armii indyjskiej w 1947)
- 9th Gurkha Rifles (jednostka powstała w 1817, przeszła do armii indyjskiej w 1947)
- 10th Princess Mary’s Own Gurkha Rifles (jednostka powstała w 1890, przeszła do armii brytyjskiej w 1948)
- 11th Gorkha Rifles (1918–1922; odtworzona w 1947 po odzyskaniu przez Indie niepodległości)
- 14th Gurkha Rifles (1942–1946)
- 25th Gurkha Rifles (1942–1946)
- 26th Gurkha Rifles (1943–1946)
- 29th Gurkha Rifles (1943–1946)
- 38th Gurkha Rifles (1943–1946)
- 42nd Gurkha Rifles (jednostka powstała w 1817 jako Cuttack Legion, przemianowana w 1903 na 6th Gurkha Rifles)
- 44th Gurkha Rifles (jednostka powstała w 1824 jako 16th (Sylhet) Local Battalion, przemianowana w 1903 na 8th Gorkha Rifles)
- 56th Gurkha Rifles (1943–1946)
- 710th Gurkha Rifles (1943–1946)

## Niepodległość
Po wyzwoleniu się Indii spod władzy brytyjskiej i ich podziale w 1947 r., 6 regimentów gurkhijskich zostało włączonych do armii indyjskiej a 4 do armii brytyjskiej. Ku rozczarowaniu Brytyjczyków, Gurkhowie, którym dano możliwość wyboru swoich jednostek, wybierali najczęściej służbę w wojsku indyjskim. Powodem tego było głównie przywiązanie Gurkhów do służby na znanym sobie terytorium i na uzgodnionych warunkach, jedyną zmianą było zastąpienie oficerów brytyjskich indyjskimi. 4 regimenty brytyjskie były początkowo niepewne swego losu i miały być prawdopodobnie przerzucone na Malaje, ponadto w końcu liczbę tych oddziałów zmniejszono do jednego regimentu, podczas gdy odpowiadające im jednostki indyjskie zwiększyły swą liczebność (utworzono więcej niż 12 początkowych batalionów).
Ale także „indyjscy Gurkhowie” byli zawiedzeni, bo żołd był niższy niż za czasów brytyjskich, Gurkhowie „brytyjscy” pod tym względem otrzymywali wówczas wyższe uposażenie.

### Jednostki armii brytyjskiej złożone z Gurkhów
Cztery regimenty gurkhijskie dołączyły do armii brytyjskiej 1 stycznia 1948:
- 2nd King Edward VII's Own Gurkha Rifles (The Sirmoor Rifles)
- 6th Queen Elizabeth's Own Gurkha Rifles
- 7th Duke of Edinburgh's Own Gurkha Rifles
- 10th Princess Mary’s Own Gurkha Rifles

Z jednostek tych sformowano tzw. „Brygadę Gurkhów”, która początkowo stacjonowała na Malajach. Część z nich tworzyła odrębne formacje – inżynierskie, transportowe, żandarmerii wojskowej. Pełnili tam głównie obowiązki przy konwojowaniu i niszczeniu oddziałów partyzanckich.
Następnie część oddziałów brała udział w tłumieniu zamieszek w Brunei. Po zakończeniu konfliktu Gurkhowie zostali przerzuceni do Hongkongu, gdzie zapewniali bezpieczeństwo podczas chińskiej rewolucji kulturalnej. Ostatecznie ich liczbę zmniejszono do 8 tys. Część oddziałów stacjonowała wówczas oprócz Hongkongu również w Brunei i w Wielkiej Brytanii.
W 1974 r. po tureckiej inwazji na Cypr 10 regiment gurkhijski bronił brytyjskiej bazy na tej wyspie w Dhekelia, później jednostka ta pozostała tam w celu utrzymania pokoju i powstrzymywania Turków i Greków przed walką.
1 lipca 1997 r. po przejęciu przez Chiny Hongkongu ich liczbę zmniejszono do 3,4 tys. a centrum szkolenia przeniesiono do Anglii. Gurkhowie brali udział w wojnie o Falklandy-Malwiny w 1982 r. oraz na Bałkanach i w Timorze Wschodnim.
Każdego roku w Nepalu odbywa się surowa selekcja do naboru 230 nowych żołnierzy (30 chętnych na jedno miejsce). Muszą się  wykazać dobrym zdrowiem, wzrostem nie mniejszym niż 157 cm; wymagany wiek to 17-22 lata a waga co najmniej 50 kg. Wybrani kandydaci po złożeniu przysięgi na wierność monarsze są transportowani do Anglii. Następny etap w Catterick Garrison w North Yorkshire trwa 9 miesięcy, podczas którego nowi żołnierze pogłębiają wiedzę w zakresie języka angielskiego, kultury i zwyczajów europejskich i oczywiście ćwiczenia z zakresu wojskowości. Regimenty gurkhijskie są tradycyjnie obsadzane brytyjską kadrą oficerską z biegłą znajomością języka nepalskiego. Co trzy lata Gurkhowie udają się na pięciomiesięczny urlop do Nepalu. Przeciętny czas służby wynosi 20 lat.

### Gurkhowie indyjscy
Po uzyskaniu przez Indie niepodległości (1947) w armii indyjskiej znalazły się następujące jednostki:
- 1st King George V's Own Gurkha Rifles (The Malaun Regiment)
- 3rd Queen Alexandra's Own Gurkha Rifles
- 4th Prince of Wales's Own Gurkha Rifles
- 5th Royal Gurkha Rifles (Frontier Force)
- 8th Gurkha Rifles
- 9th Gurkha Rifles

Nazwę tych oddziałów odtąd zmieniono na Gorkha. Dodatkowo utworzono nieistniejący wcześniej regiment 11. Po tym jak w 1950 r. Indie stały się republiką wszystkie królewskie tytuły zostały odrzucone.
1 batalion z 11 regimentu walczył w czasie starć pakistańsko-indyjskich w 1999. W 1999 r. regimenty 5 i 8 zostały wysłane w misji pokojowej ONZ do Sierra Leone (UNAMSIL), w celu zabezpieczenia złóż diamentowych przed Zjednoczonym Frontem Rewolucyjnym.

### Kontyngent singapurski
Kontyngent Gurkhijski (GC – Gurkha Contingent), wchodzący w skład policji singapurskiej został sformowany 9 kwietnia 1949 r. z wybranych byłych żołnierzy brytyjskich. Jednostkę tę powołano w celu zastąpienia rozformowanych wcześniej oddziałów sikhijskich.
GC pełni głównie rolę dobrze uzbrojonych i wyszkolonych sił bezpieczeństwa, które są używane do tłumienia ewentualnych zamieszek i niepokojów społecznych. Jednostka ta cieszy się dużą sympatią społeczeństwa ze względu na swój profesjonalizm i bitność. Od zamachów 11 września członkowie GC strzegą kluczowych punktów miasta oraz patrolują ulice, wcześniej oddziały te rzadko były widywane publicznie.

## Ciekawostki
Gurkhowie zostali odznaczeni za swoją służbę m.in. 13 krzyżami Wiktorii (wszystkie z wyjątkiem jednego zostały przyznane przed uzyskaniem przez Indie niepodległości). Dodatkowych 13 odznaczeń zostało przyznanych oficerom brytyjskim służącym w regimentach gurkhijskich.
Etnicznie Gurkhowie mają korzenie hindusko-tybetańskie, z których wielu wyznaje tybetańską odmianę buddyzmu. Większość z nich reprezentuje takie grupy etniczne jak: Gurung, Magar, Tamang, Khasa i Kiranti.
Wszyscy Gurkhowie władają językiem nepalskim. Charakterystycznym znakiem rozpoznawczym Gurkhów są ich noże, tzw. kukri.
W połowie lat 80. grupy ludności o korzeniach nepalskich w Bengalu Zachodnim zaczęły się organizować w Narodowy Front Wyzwolenia, który żądał utworzenia własnego państwa. W 1988 r. przyznano im szerszą autonomię.
Traktowanie Gurkhów w armii brytyjskiej było przedmiotem wielu kontrowersji, odkąd wyszło na jaw, że otrzymują oni mniejsze uposażenie, niż Brytyjczycy wykonujący tę samą służbę. Ponadto rodzinom byłych żołnierzy gurkhijskich często odmawia się przyznania prawa stałego pobytu w Wielkiej Brytanii i zmusza do opuszczenia kraju (duża ich część osiedliła się w Hongkongu, gdzie często zajmują się służbą w prywatnych firmach ochroniarskich – ciekawostką może być fakt, że niemiecka modelka Claudia Schiffer zatrudniła kilku Gurkhów jako swoich ochroniarzy).